# جنگل حاره‌ای

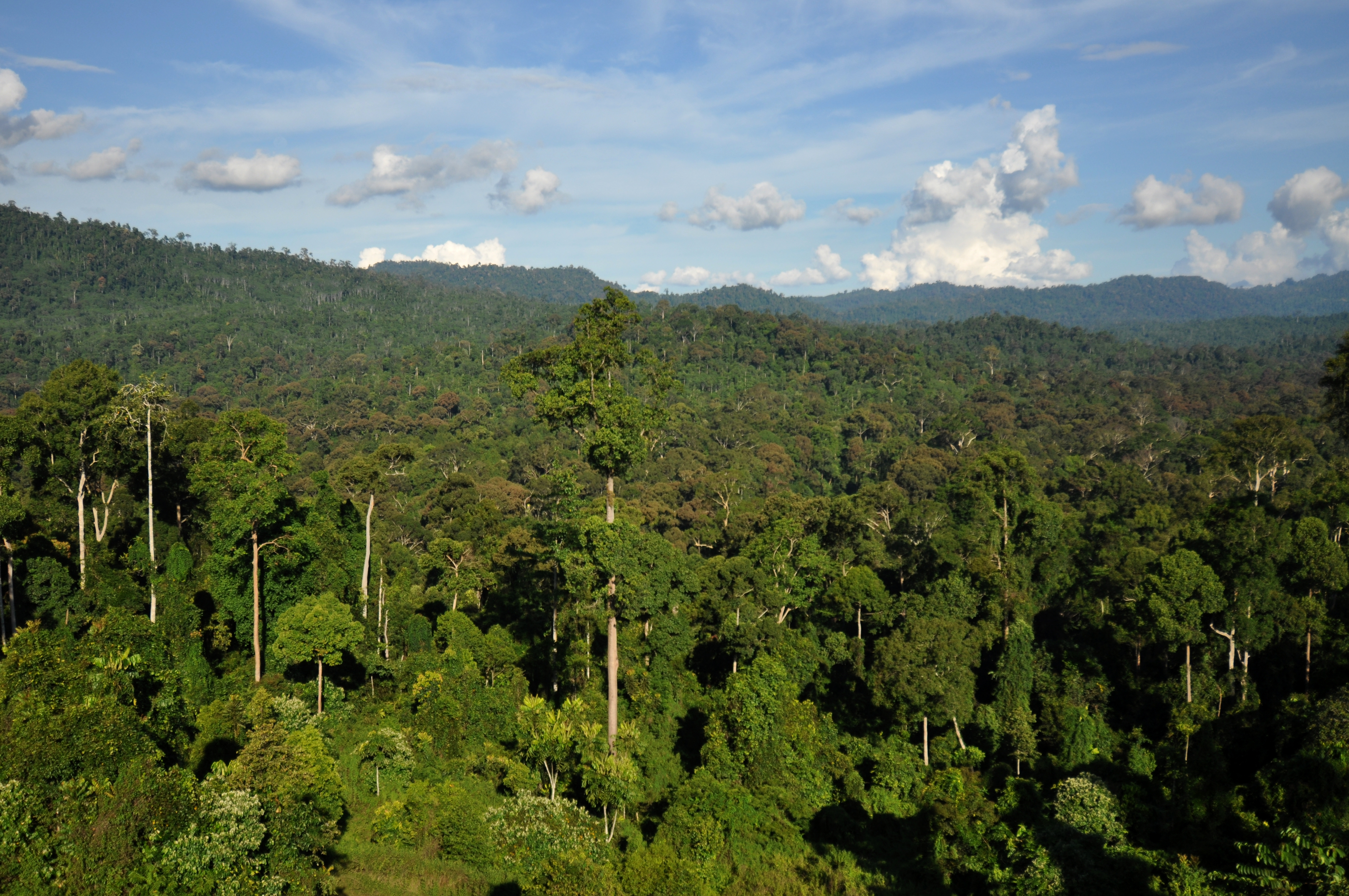
جنگل بارانی بورنئو

جنگل حارّه‌ای جنگل‌هایی در مناطق حاره‌ای هستند که تقریباً در مناطق حاره‌ای میان مدار رأس‌السرطان و رأس‌الجدی قرار داشته و احتمالاً تحت تأثیر عوامل دیگری مانند بادهای بیش‌وز قرار دارند.
دسته‌بندی برخی از انواع جنگل‌های حاره‌ای دشوار است. در حالی‌که جنگل‌ها در مناطق معتدل به‌راحتی بر اساس تراکم تاجپوش درختان طبقه‌بندی می‌شوند، چنین دسته‌بندی‌هایی در جنگل‌های استوایی به خوبی قابل استفاده نیستند. هیچ طرح واحدی وجود ندارد که جنگل را در مناطق حاره‌ای یا جاهای دیگر تعریف کند.
به‌دلیل این مشکلات، اطلاعات در مورد وسعت جنگل‌های حاره‌ای، بین منابع مختلف، متفاوت است. با این‌حال، جنگل‌های حاره‌ای، وسیع هستند و کمی کمتر از نیمی از جنگل‌های جهان را تشکیل می‌دهند. حوزهٔ استوا دارای بیشترین نسبت جنگل‌های جهان (۴۵ درصد) است و پس از آن، مناطق شمالی، معتدل و نیمه‌حاره‌ای در رده‌های بعدی هستند.
بیش از ۳٫۶ میلیون هکتار از جنگل‌های حاره‌ای بکر و دست‌نخورده، در سال ۲۰۱۸. از بین رفت.

## انواع جنگل‌های حاره‌ای
جنگل‌های حاره‌ای، اغلب با عنوان جنگل‌های بارانی همیشه‌سبز و جنگل‌های مرطوب در نظر گرفته می‌شوند، اما این جنگل‌ها تنها بخشی از آن‌ها را تشکیل می‌دهند. (بسته به نحوهٔ تعریف آن‌ها - نقشه‌ها را ببینید).
جنگل‌های حاره‌ای باقی‌مانده، دارای تنوع بسیاری از انواع جنگل‌های مختلف از جمله: جنگل‌های باز اکالیپتوس، جنگل‌های سوزنی‌برگ حاره‌ای، جنگل‌های ساوانا مثلاً جنگل‌های ساحلی و جنگل‌های کوهستانی هستند. (ارتفاع‌های بالاتر از آن‌ها، از گروه جنگل‌های ابر محسوب می‌شوند).

مناطق اکولوژیکی جنگل‌های حاره‌ای (فائو)

گسترهٔ جنگل‌های حاره‌ای بر پایهٔ گزارش UN FO FRA2000

انواع آب و هوای حاره‌ای (طبقه‌بندی کوپن):

### طرح جهانی ۲۰۰
طرح جهانی ۲۰۰ که توسط صندوق جهانی طبیعت ترویج می‌شود، سه نوع زیستگاه اصلی جنگل‌های حاره‌ای (زیست‌بوم‌ها) را طبقه‌بندی می‌کند که مناطق حاره‌ای و نیمه‌حاره‌ای را با هم دسته‌بندی می‌کند (نقشه‌های زیر):
- جنگل‌های پهن‌برگ مرطوب حاره‌ای و جنب‌حاره‌ای،
- جنگل‌های پهن‌برگ خشک حاره‌ای و جنب‌حاره‌ای،
- جنگل‌های سوزنی‌برگ حاره‌ای و جنب‌حاره‌ای.

وسعت مناطق حاره‌ای و نیمه‌حاره‌ای:

مناطق جنگلی مرطوب
مناطق جنگلی خشک
مناطق جنگلی سوزنی‌برگ

## تهدیدها

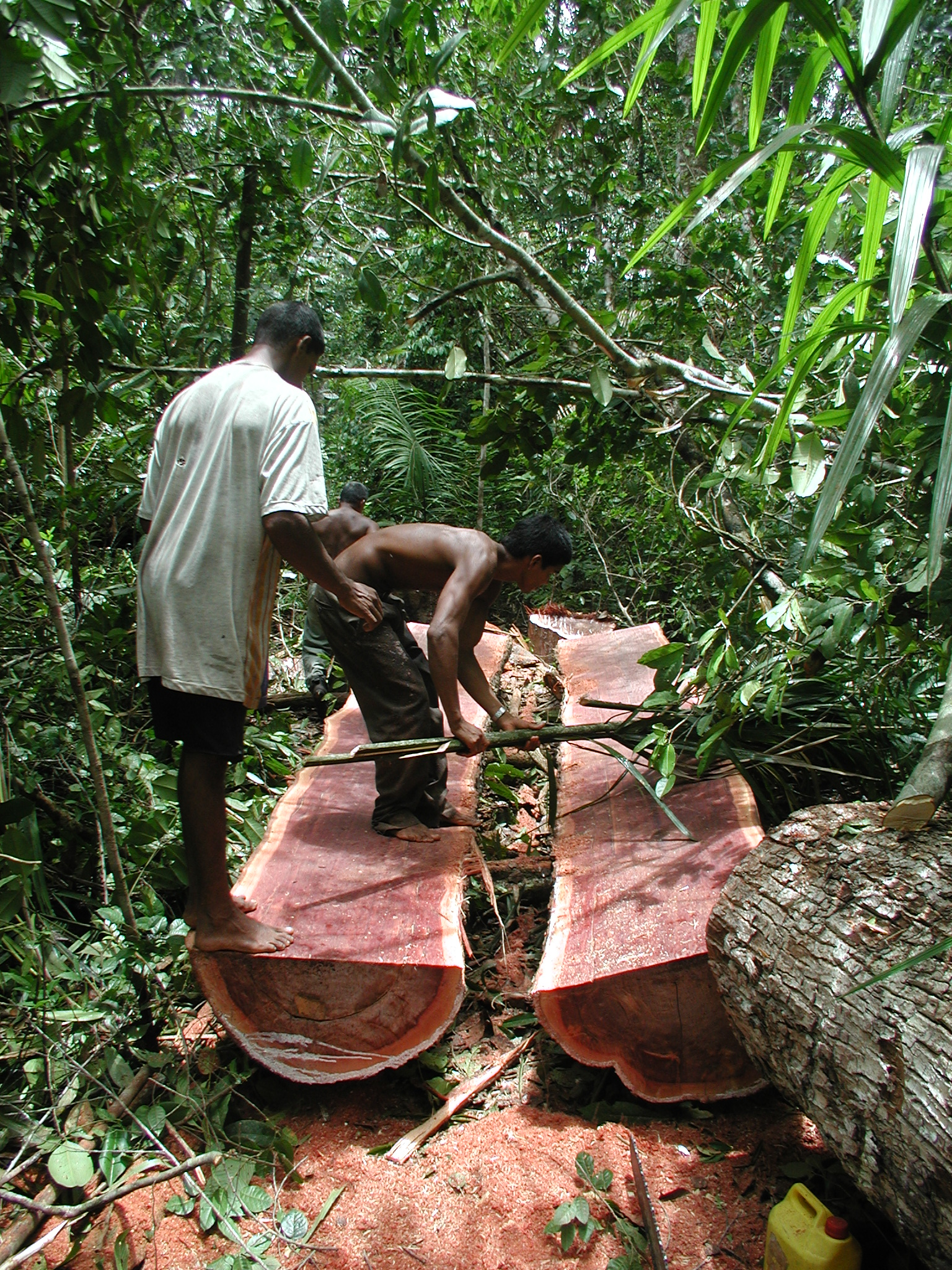
قطع درختان و تهیهٔ چوب در جنگل‌های حاره‌ای گویان

تعدادی از جنگل‌های حاره‌ای، مناطق وحشی با تنوع زیستی بالا تعیین شده‌اند، اما همچنان در معرض طیف وسیعی از اختلالات، از جمله از دست دادن زیستگاه و تخریب و تغییرات اقلیمی انسانی هستند. مطالعات همچنین نشان داده‌اند که تغییرات مداوم آب و هوا باعث افزایش فراوانی و شدت برخی از تغییرات شدید و ناگهانی اقلیمی مانند خشک‌سالی، موج گرما و طوفان می‌شود که در ترکیب با سایر اختلالات محلی انسانی، پیامدهای اکولوژیکی منفی بی‌سابقه‌ای را برای جنگل‌های حاره‌ای در سرتاسر جهان ایجاد می‌کند. امروزه همگی جنگل‌های حاره‌ای، دست‌کم سطوحی از این اختلالات را تجربه کرده‌اند. جنگل‌زدایی کنونی در نقاط تراکم تنوع زیستی در شمال آمریکای جنوبی، مناطق جنوبی صحرای بزرگ آفریقا، جنوب شرق آسیا و حوزهٔ اقیانوس آرام را می‌توان به صادرات کالاهایی مانند گوشت گاو، سویا، قهوه، کاکائو، روغن نخل و الوار نسبت داد. مقابله با این معضلات، نیاز به «تلاش‌های فراملی قوی با بهبود شفافیت زنجیرهٔ تأمین [و] تعامل عمومی و خصوصی» دارد.
مطالعه‌ای در بورنئو توضیح می‌دهد که چگونه بین سال‌های ۱۹۷۳ و ۲۰۱۸، جنگل‌های قدیمی این جزیره، از ۷۶ درصد به ۵۰ درصد کاهش یافته‌است، که عمدتاً به‌دلیل آتش‌سوزی و گسترش کشاورزی بوده‌است. دیدگاه رایج این است که ارزش‌گذاری برای خدمات اکوسیستمی این جنگل‌ها ممکن است سیاست‌های پایدارتری را به همراه داشته باشد. با این‌حال، مکانیسم‌های نظارت و ارزیابی واضح برای نتایج زیست‌محیطی، اجتماعی و اقتصادی مورد نیاز است. به‌عنوان مثال، مطالعه‌ای در ویتنام نشان داد که داده‌های ضعیف و متناقض همراه با کمبود منابع انسانی و منافع سیاسی (در نتیجه، عدم حمایت مالی) تلاش‌ها برای بهبود تخصیص زمین جنگلی و طرح پرداخت برای خدمات زیست‌محیطی جنگل را مختل می‌کند.